# Земля Котса
Земля́ Ко́тса (англ. Coats Land) — часть территории Восточной Антарктиды между 20° и 36° западной долготы. На востоке граничит с Землёй Королевы Мод, на западе переходит в шельфовый ледник Фильхнера. Отдельные прибрежные участки носят названия Берег Луитпольда и Берег Кэрда.

## География
Почти вся территория Земли Котса представляет собой поверхность материкового ледникового щита с высотой 1000—2000 м. Толщина льда достигает 500—1000 м. Ледяные берега, представленные почти на всём протяжении шельфовыми ледниками, омываются водами моря Уэдделла. В западной части есть выходы коренных пород — горы Терон.

## Освоение
Земля была открыта в 1904 году шотландской национальной антарктической экспедицией под руководством Уильяма Брюса и названа в честь братьев Джеймса и Эндрю Котсов, оказавших финансовую помощь экспедиции.
На эту территорию претендуют Великобритания и Аргентина (частично), однако по Договору об Антарктике любые территориальные притязания в этой части света с 1961 года бессрочно заморожены.
На побережье Земли Котса действуют научные станции Халли (Великобритания) и Бельграно (Аргентина).